# Broj
Broj je apstraktni pojam koji koristimo za opis količina. Bez brojeva ne bi bilo matematike.
Skupovi brojeva su:
1. prirodni {\displaystyle \mathbf {N} =\{1,2,3,4,\ldots \}}
2. cijeli {\displaystyle \mathbf {Z} =\{\ldots ,-3,-2,-1,0,1,2,3,\ldots \}}
3. racionalni {\displaystyle \mathbf {Q} =\{{\frac {a}{b}}:a\in \mathbf {Z} ,b\in \mathbf {N} \}}
4. iracionalni (oni koje ne možemo predstaviti u obliku razlomaka)
5. realni = racionalni + iracionalni
6. kompleksni = realni + imaginarni

Uz pojam broja usko su vezani pojmovi brojevnog sustava i brojaka (znamenaka).
Danas se u pisanoj ljudskoj komunikaciji uglavnom koriste arapske brojke, a osim njih ponegdje se nađu (npr. na kraju filmova za označavanje godine proizvodnje) rimske brojke.

## Poveznice
- Prost broj